# Confiabilidade histórica dos evangelhos
A fiabilidade histórica dos evangelhos se refere à veracidade e relevo histórico dos quatro evangelhos do Novo Testamento como documentos históricos. Os evangelhos do Novo Testamento foram escritos em grego para comunidades falantes de grego, e foram mais tardes traduzidos para o sírio, latim e cóptico.
Os evangelhos de Mateus, Marcos, Lucas e João recontam a vida, ministério, crucificação e ressurreição de Jesus. De acordo com a visão predominante atualmente, os evangelhos sinópticos são fontes primárias de informação histórica a respeito de Jesus e o movimento religiosos que ele fundou, embora nem tudo contido nos evangelhos seja considerado historicamente fiável. Entre os relatos cuja fiabilidade histórica é questionada encontram-se dois relatos do nascimento de Jesus, bem como da ressurreição e  certos detalhes a respeito da crucificação. O Evangelho de Marcos, tido como o primeiro dos quatro evangelhos, narra o batismo de Jesus, suas pregações e sua crucificação. Mateus e Lucas seguem a narrativa de Marcos, com algumas mudanças, e acrescentam alguns ensinamentos éticos de Jesus. O quarto evangelho, o de João, difere consideravelmente dos outros três evangelhos. Os evangelhos sinóticos são considerados historicamente mais fiáveis que o de João.